# Белянский, Александр Александрович
Александр Александрович Белянский (30 августа 1906, Николаев, Херсонская губерния, Российская империя — 26 декабря 1981, Москва) — советский государственный и промышленный деятель, генерал-майор инженерно-авиационной службы (1944), Герой Социалистического Труда (1945), лауреат Сталинской премии.

## Биография
Александр Белянский родился в 1906 году в городе Николаеве. По окончании Днепропетровского металлургического института (1930) — работал инженером, помощником начальника цеха на заводе в Днепропетровске.
В 1938—1941 — главный механик, начальник производства Воронежского авиационного завода № 18, где был налажен выпуск штурмовиков Ил-2.
В 1942—1955 — директор Московского авиазавода № 30 и Куйбышевского авиазавода № 18, производивших штурмовики Ил-2 и бомбардировщики Ту-4.
В 1955—1976 — на различных руководящих должностях, в том числе заместитель министра авиационной промышленности СССР (1955—1957, 1965—1972).
Депутат Верховного Совета СССР 2-4 созывов 1946—1958 годах.
Александр Александрович Белянский последние годы жил в Москве, там он умер в 1981 году, похоронен на Кунцевском кладбище.

## Награды
- Орден Трудового Красного Знамени (22 июля 1966)
- Орден Трудового Красного Знамени (12 июля 1957)
- Лауреат Сталинской премии (1950)
- Орден Ленина (6 декабря 1949)
- Герой Социалистического Труда (16 сентября 1945) — за выдающиеся заслуги в деле организации производства самолётов, танков, моторов, вооружения и боеприпасов, а также за создание и освоение новых образцов боевой техники и обеспечение ими Красной Армии и Военно-Морского Флота в годы Великой Отечественной войны
- Орден Ленина (16 сентября 1945) — за выдающиеся заслуги в деле организации производства самолётов, танков, моторов, вооружения и боеприпасов, а также за создание и освоение новых образцов боевой техники и обеспечение ими Красной Армии и Военно-Морского Флота в годы Великой Отечественной войны
- Орден Ленина (2 июля 1945)
- Орден Ленина (21 июня 1943)
- Орден Трудового Красного Знамени (23 августа 1941)